# Fiskekort
Fiskekort är ett tillstånd att sportfiska i ett visst vatten under vissa villkor. Det säljs vanligen för ett fiskevårdsområde av dess förening till fritidsfiskare och utgör ett avtal om gällande fiskeregler och den tidsperiod då fisket är tillåtet. Normalt sett används intäkterna till att finansiera återplantering av fiskyngel, kalkning och andra vatten- och fiskevårdande åtgärder, men även till ekonomisk ersättning till ägarna av fiskerätten (markägare). 

## Finland
I Finland avser ordet fiskekort tillståndet man får genom att betala statlig fiskevårdsavgift. Tillstånd för ett visst vattenområde måste, i de fall sådant behövs, betalas eller avtalas skilt. Många vattenområden är liksom i Sverige samfällda.

## Sverige
I Sverige köps fiskekort traditionellt direkt av markägaren eller via ett ombud, till exempel en fiskebutik eller bensinstation. Sedan 2001 har de "digitala fiskekorten" dykt upp, vilka köps på Internet eller via SMS som erbjöds från 2008. Till fiskekortet finns alltid en uppsättning fiskeregler, vilket är en del av det avtal som ingås mellan föreningen och fiskekortsköparen. 
Olovligt fiske, ibland kallat tjuvfiske, är ett brott mot fiskelagen (1993:787) som utreds av polis och åklagare och vanligtvis beivras med böter. Fisketillsynspersoner kontrollerar att de som fiskar har fiskekort och följer gällande lagar och regler. De kan anmäla fiskebrott och har rätt att som bevis ta fiskeutrustning och fångst i beslag om någon ertappas på bar gärning. Vid fällande dom kan tjuvfiskaren bli av med beslagtagen fiskeutrustning. 
Från och med 2011 får också fiskevårdsområdena i Sverige enligt lagen ta ut en kontrollavgift av den som bryter mot de regler som utfärdats. En fiskevårdsområdesförening får ta ut kontrollavgift av en fiskare som har lov att fiska i området men som bryter mot föreningens egna fiskeregler. Kontrollavgiften utkrävs enligt lagen (1981:533) om fiskevårdsområde och kan ofta uppgå till 10% av ett basbelopp. Avgiften är ett undantag från generell lagstiftning och är kopplad till LoFo (Lagen om fiskevårdsområden ) och kan bara tillämpas av föreningar som bedriver verksamhet utifrån denna lag. 
Enligt LoFo betraktas en överträdelse av fiskevårdsområdets egna regler inte längre som ett lagbrott. Vid en överträdelse mot en fiskevårdsområdesförenings regler kan en kontrollavgift utkrävas. Fiske helt utan fiskekort eller annat tillstånd räknas dock fortfarande som lagbrott, liksom överträdelser av myndigheternas föreskrifter och förordningar enligt fiskelagen. Vid överfiske, dvs fall där den som fiskar överskrider max antal fiskar ("bag limit") anses fiskekortet som förverkat enligt en prejudicerande hovrättsdom. Då är det ett brott mot fiskelagen, inte kontrollavgiften, som gäller. 